# 15512 Snyder
15512 Snyder (1999 UK1) là một tiểu hành tinh vành đai chính được phát hiện ngày 18 tháng 10 năm 1999 bởi J. Medkeff và D. Healy ở Junk Bond Observatory.